# Wachregiment „Hugo Eberlein“
Das Wachregiment „Hugo Eberlein“, auch Wachregiment 2 (WR-2) war für die unmittelbare militärische Sicherung und Bewachung des Ministeriums für Nationale Verteidigung (MfNV) der DDR und viele dem Ministerium direktunterstellte Truppenteile, Einheiten, Lagereinrichtungen usw. zuständig und war in der Lambert-Horn-Kaserne Strausberg bei Berlin stationiert.

## Auftrag
Das WR-2 diente der Sicherung von Anlagen und Gebäuden des MfNV in Strausberg-Nord. Bis zum Jahre 1962 wurden auch Objekte in Berlin bewacht. Dieser Truppenteil war dem MfNV direkt unterstellt. Disziplinarvorgesetzter war der Stellvertreter des Chefs des Hauptstabes für Allgemeine Aufgaben im MfNV.

## Geschichte
Das WR-2 ging 1956 aus dem Wachregiment der Hauptverwaltung Ausbildung der Kasernierten Volkspolizei hervor. Benannt war es nach dem Kommunisten Hugo Eberlein.
Bis 1962 gehörten diesem Truppenteil drei Ehrenkompanien für rein protokollarische Aufgaben an. Diese wurden 1962 herausgelöst und dem neu formierten Wachregiment „Friedrich Engels“ unterstellt.
Die Angehörigen des WR-2 trugen ein Ärmelband mit der Stickerei „NVA-Wachregiment“, das im Gegensatz zum  Wachregiment Friedrich Engels den gesamten Ärmel umschloss.
Das Wachregiment war nach dem Vier-Mächte-Statut der Alliierten für Berlin widerrechtlich in Berlin stationiert.
Mit der Abwicklung der NVA im Jahre 1990 wurde dieser Truppenteil aufgelöst.

## Kommandeure
| Dienstgrad, Name                | Dienstzeit         | Bemerkung |
| ------------------------------- | ------------------ | --------- |
| Oberstleutnant Wende            | 19..–1973          |           |
| Oberst Stobbe                   | 1973–19..          |           |
| Oberst Franz Kusz               | 19..–19..          |           |
| Oberst Walter Urban             | 19..–1984          |           |
| Oberst Christian Steinkopf      | 1984–1990          |           |
| Oberstleutnant Ekkehard Prötzig | letzter Kommandeur |           |

## Bekannte Angehörige des Regiments
| Name              |  | Dienstzeit |           | Verwendung im WR |
| ----------------- |  | ---------- | --------- | ---------------- |
| Alfred Vogel      |  | 1956–1958  | 1956–1958 | 1956–1958        |
| Lothar Engelhardt |  | 1958       |           | Wachsoldat       |

## Gliederung
Bestand des WR-2:

- Stabszug mit rund 50 Soldaten und ca. 60 Zivilangestellten
- 1. Wachbataillon
- 2. Wachbataillon

- Jedes Wachbataillon bestand aus drei Kompanien. Eine Kompanie hatte drei Züge mit je drei Schützenpanzerwagen BTR-60.
- Die Sicherung der Objekte in der Fontanestraße in Strausberg-Stadt, wo maßgeblich wichtige Militärs wohnten,  erfolgte in der Regel durch den ersten Zug der ersten Kompanie des ersten Bataillons. Zur Bewachung des Grundstücks des Ministers dort waren im Frontbereich Zeit- oder Berufsunteroffiziere sowie ausgesuchte Wehrdienstleistende des 3. Diensthalbjahres eingesetzt. Ab etwa 1982 wurde die Bewachung dieser Objekte aufgrund besonderer Sicherheitsbedürfnisse durch Fallschirmjäger aus Prora und Lehnin übernommen.

- Außerdem erfüllte die 1. Kompanie des 1. Bataillons spezielle Schutz- und Sicherungsaufgaben in NVA- bzw. Regierungsobjekten wie z. B. Hubertusstock, Garzau, Storkow
- Flugabwehr-Abteilung (FlaAbt) mit vier Batterien

- Im Bestand einer Batterie waren je sechs Geschütze ZU 23/2 (Summe 24)

- Pionierzug mit 30 Soldaten und
- Unteroffizierausbildungskompanie (UAK) mit etwa 120 Soldaten
- Sicherstellungskompanie
- Transportkompanie